# Sahlbergotettix
Sahlbergotettix är ett släkte av insekter som beskrevs av Aleksey A. Zachvatkin 1953. Sahlbergotettix ingår i familjen dvärgstritar.
Släktet innehåller bara arten Sahlbergotettix salicicola.